# اچ‌ام‌اس هالکیون (جی۴۲)
اچ‌ام‌اس هالکیون (جی۴۲) (به انگلیسی: HMS Halcyon (J42)) یک کشتی بود که طول آن ۲۴۵ فوت ۹ اینچ (۷۴٫۹۰ متر) بود. این کشتی در سال ۱۹۳۳ ساخته شد.